# 长冈柚奈
长冈柚奈（日语：／ Nagaoka Yuna，2005年7月13日—），日本女子花样滑冰运动员，2023年全国锦标赛双人滑金牌得主、2024年全国锦标赛双人滑银牌得主、2025年亚洲冬季运动会双人滑铜牌得主。